# Pius Suh Awa
Pius Suh Awa (* 4. Mai 1930 in Bamenda; † 9. Februar 2014) war römisch-katholischer Bischof von Buéa.

## Leben
Pius Suh Awa besuchte Schulen in Mankon, Bafut und Njindom (1938–1944) und in Njindom (1945–1947). Er trat 1952 in das Kleine Seminar in Sasse College ein und wechselte 1955 in das Bigard Memorial Seminary in Enugu, Nigeria. Er absolvierte weitere Studien in Rom, wo er auch  am 21. Dezember 1961 die Priesterweihe empfing. 1962 kehrte er nach Kamerun zurück und war Pfarrer in Kumba. 1964/65 war er Betreuer in katholischen Schulen in West-Kamerun. 1968 wurde er zum Generalvikar im Bistum Buéa ernannt.
Papst Paul VI. ernannte ihn am 20. Februar 1971 zum Koadjutorbischof von Buéa mit dem Recht der Nachfolge und Titularbischof von Auzegera. Der Bischof von Buéa, Julius Joseph Willem Peeters MHM, spendete ihm am 30. Mai 1971 die Bischofsweihe; Mitkonsekratoren waren Paul Mbiybe Verdzekov, Bischof von Bamenda, und Pierre-Célestin Nkou, Bischof von Sangmélima. Sein Wahlmotto war "Ut Cognoscant Te" ("Dass sie dich kennen").
Nach dem Rücktritt Julius Joseph Willem Peeters' MHM folgte er am 29. Januar 1973 ihm als Bischof von Buéa nach.
Er initiierte im Jahr 1973 die Gründung des Priesterseminars St. Thomas von Aquin in Bambui und 1980 den Aufbau einer Missionsstation der Kongregation der Dienerinnen des heiligen Kindes Jesus (Handmaids of the Holy Child Jesus HHCJ). 1985 gründete er die Kongregation der Brüder von Martín de Porres (Congregation of Brothers of St. Martin de Porres). 1994 ermöglichte er die Ansiedlung von mexikanischen Karmelitinnen.
Am 30. November 2006 nahm Papst Benedikt XVI. seinen altersbedingten Rücktritt an.